# Buffalo (Wyoming)
|  | Dieser Artikel wurde aufgrund von inhaltlichen Mängeln auf der Qualitätssicherungsseite des Projektes USA eingetragen. Hilf mit, die Qualität dieses Artikels auf ein akzeptables Niveau zu bringen, und beteilige dich an der Diskussion! Eine nähere Beschreibung der zu behebenden Mängel fehlt. |

Buffalo ist ein Ort im Johnson County im US-Bundesstaat Wyoming und zugleich der Sitz des Countys. Das U.S. Census Bureau hat bei der Volkszählung 2020 eine Einwohnerzahl von 4.415 ermittelt.

## Geographie
Der Ort bedeckt eine Fläche von 11,55 km² (4,46mi²). Dabei handelt es sich ausschließlich um Land und keine Wasserflächen. Unmittelbar westlich der Ortschaft erheben sich die Bighorn Mountains, wohingegen die Gegend östlich durch eine halbwüstenhafte Steppenlandschaft geprägt ist. Durch den Ort fließt der Clear Creek, ein linker Nebenfluss des Powder Rivers.

## Demographie
Der United States Census 2010 ermittelte eine Einwohnerzahl von 4585.

## Verkehr
Wenige Kilometer außerhalb Buffalos mündet die aus Süden kommende Interstate 25 in die Interstate 90. Der Highway US 16 führt durch das Zentrum der Stadt.

## Bauwerke
- First United Methodist Church, als Denkmal im National Register of Historic Places eingetragen.[3]

## Sonstiges
Als Besonderheit des Ortes kann der im Stadtpark liegende Swimmingpool genannt werden. Im Gegensatz zu den meisten anderen Swimmingpools in den USA ist dieser öffentlich zugängig und kann kostenfrei genutzt werden.